# Prontuario di punteggiatura
Prontuario di punteggiatura è un saggio di Bice Mortara Garavelli pubblicato nel 2003, anche curatrice di Storia della punteggiatura in Europa del 2008.
L'autrice presenta un'analisi delle funzioni della punteggiatura nella lingua italiana, addentrandosi nei ruoli che ogni segno paragrafematico (punto, punto e virgola, due punti, virgola, ecc.) svolge all'interno di un testo. Una delle tesi dell'autrice è che la punteggiatura svolge un ruolo più importante che marcare le pause: la costruzione di un enunciato segue norme e convenzioni diverse nello scritto e nel parlato, e la punteggiatura fornisce indicazioni sulla struttura di un testo.
Il saggio è strutturato in tre parti:
1. La punteggiatura: istruzioni per l'uso
2. Per filo e per segno
3. Breve excursus sugli sviluppi della punteggiatura

## Edizioni
- Bice Mortara Garavelli, Prontuario di punteggiatura, Editori Laterza, 2003, ISBN 978-88-420-7027-6.